# Marcos Darbyshire
Marcos Darbyshire (* in Córdoba, Argentinien) ist ein Regisseur und Pianist.

## Leben
Darbyshire machte eine Ausbildung als Pianist in Córdoba, wobei er seinen Schwerpunkt auf Kammermusik und Liedbegleitung legte. 2008 übersiedelte er nach Deutschland, wo er ein Praktikum an der Oper Frankfurt absolvierte. Darauf folgte ein Opernregie-Studium an der Hochschule für Musik und Theater Hamburg. Von 2012 bis 2016 wirkte er als Regieassistent an verschiedenen Opernhäusern in Belgien. Als freischaffender Regieassistent und Wiederaufnahmeleiter arbeitete er an Häusern in Deutschland, Italien, Spanien und Österreich.
Eigene Produktionen inszenierte er ab 2021 in Deutschland (Nabucco), in der Schweiz, in Österreich (Liebesgesang Innsbruck 2024) und in den Niederlanden.